# Groupe de Kreutz
Pour les articles homonymes, voir Kreutz.
Le groupe de Kreutz est une famille de comètes dont le périhélie est très proche du Soleil. Elles font partie des comètes rasantes qui pourraient être nées de la comète X/1106 C1.
D'abord observées indépendamment les unes des autres, elles furent regroupées ainsi en l'hommage de l'astronome allemand Heinrich Kreutz, qui expliqua la ressemblance de leurs paramètres orbitaux en supposant qu'elles sont toutes issues d'un important noyau cométaire, fragmenté à plusieurs reprises il y a quelques siècles.
Certaines comètes de ce groupe sont devenues des « Grandes Comètes » visibles près du Soleil en plein jour. La plus récente de celles-ci est la comète Ikeya-Seki, observée en 1965, peut-être l'une des plus brillantes comètes du dernier millénaire. Plusieurs centaines de membres de cette famille ont été découverts depuis le lancement du satellite d'observation solaire et héliosphérique SoHO en 1995. Certains ne dépassent pas quelques mètres de diamètre, et la plupart finissent par s'écraser sur le Soleil.

## Découverte et observations historiques

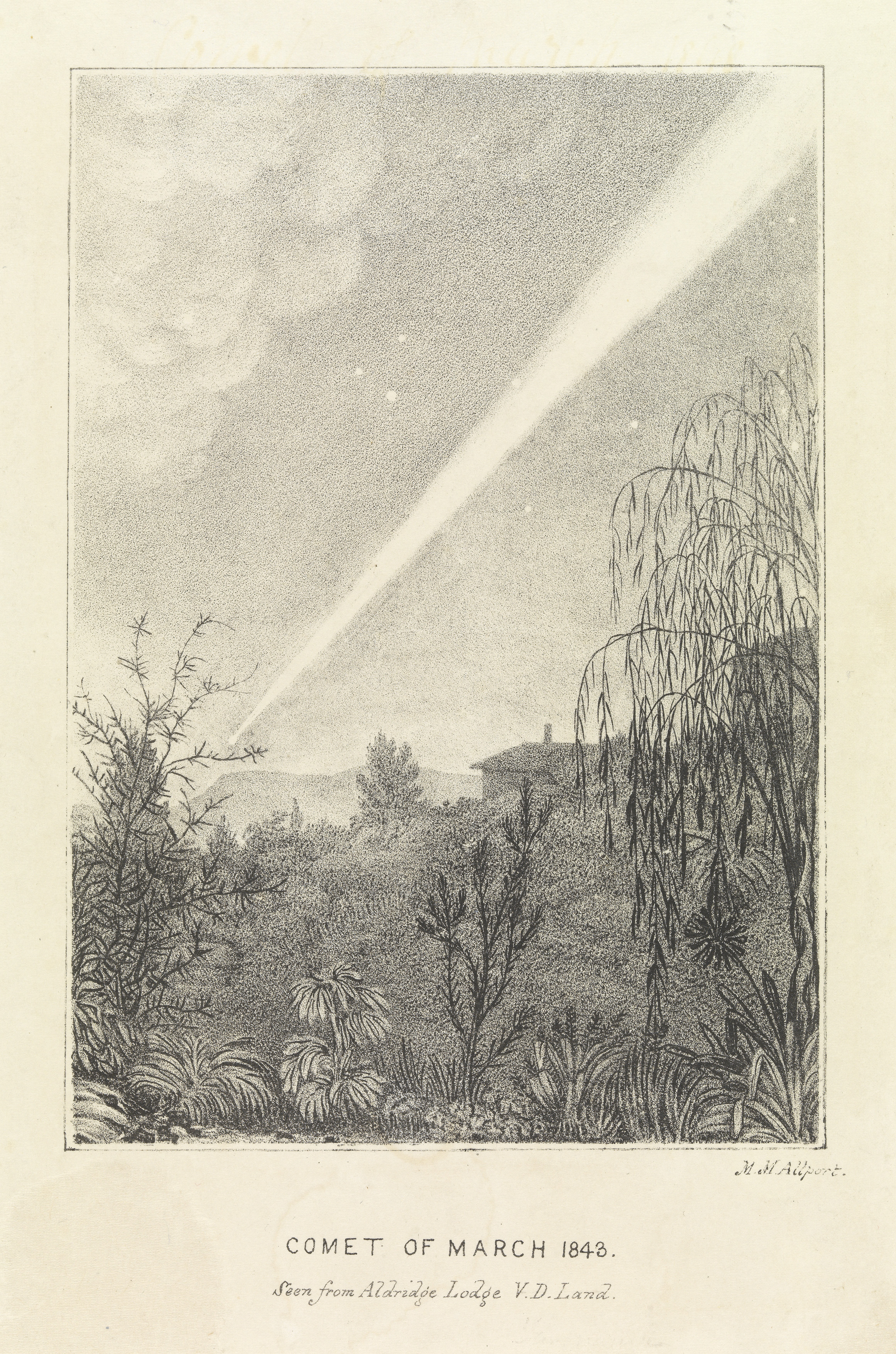
Une peinture de la grande comète de 1843, qui survola la Tasmanie.

Sénèque rapporte dans le livre VII de ses questions naturelles un témoignage de Posidonios d'Apamée selon lequel une comète invisible en temps normal aurait été observée près du Soleil pendant une éclipse. Durant l'époque moderne, la première comète dont l'orbite fut observée très près du Soleil fut la grande comète de 1680. On nota son passage à seulement 200 000 kilomètres (0,0013 unité astronomique) de la surface de l'étoile, soit la moitié de la distance Terre-Lune. Son périhélie se situait à tout juste 1,3 rayon solaire. Pour un observateur situé sur la comète, le Soleil formerait un angle de 80 degrés dans le ciel, 27 000 fois plus lumineux et grand que depuis la Terre, chauffant la surface de la comète avec une puissance de 37 mégawatts par mètre carré.
Les astronomes de l'époque, y compris Edmond Halley, supposaient qu'ils observaient le retour d'une comète très brillante qui était apparue proche du Soleil en 1106. En 1843, soit 163 années plus tard, la grande comète de 1843 apparut et passa elle aussi très près du Soleil. Malgré des calculs prédisant une période de plusieurs siècles, certains astronomes se demandèrent si c'était la comète de 1680. Une comète brillante observée en 1880 suivait une orbite presque identique de celle que suivait la comète de 1843 — le même constat fut fait concernant la Grande comète de septembre 1882. Certains suggérèrent qu'il s'agissait en réalité d'une seule comète, dont la période était raccourcie à chaque passage près du Soleil, étant peut-être freinée par la matière se trouvant à proximité.
Une autre proposition était que les comètes étaient toutes les fragments d'une plus grosse comète. Cette idée, évoquée pour la première fois en 1880, gagna une grande crédibilité lorsque la Grande Comète de 1882 se brisa à son tour en de multiples fragments après son passage au périhélie. En 1888, Heinrich Kreutz publia un document où il montrait que les comètes de 1843, 1880 et 1882 étaient vraisemblablement issues d'une comète géante s'étant fragmentée au cours de ses révolutions. On montra que la comète de 1680 n'était pas liée à cette famille de comètes.
Une autre comète du groupe de Kreutz fut observée en 1887, la suivante n'apparut pas avant 1945. Deux comètes supplémentaires furent découvertes : en 1963 la comète Pereyra, et en 1965 la comète Ikeya-Seki, laquelle devint très brillante avant de se briser après avoir passé son périhélie. Cette succession rapide stimula de nombreuses études sur la dynamique de ce groupe.

## Membres notables
Les membres les plus brillants des comètes rasantes du groupe de Kreutz sont des objets spectaculaires, facilement visibles dans le ciel diurne. Les trois plus impressionnants furent la grande comète de 1843, la grande comète de septembre 1882 et la comète Ikeya-Seki.